# ارتش میهنی
ارتش میهنی (لهستانی: Armia Krajowa, تلفظ لهستانی: [ˈarmʲa kraˈjɔva]، به صورت مخفف: AK) نیروی اصلی جنبش مقاومت لهستان طی جنگ جهانی دوم در لهستان بود. این نیرو در فوریه سال ۱۹۴۲ و بر پایه نیروهای مقاومت زیر زمینی پیشین تشکیل شد. این نیرو وفادار به دولت در تبعید لهستان بود و به عنوان شاخه نظامی جنبش مقاومت لهستان فعالیت می‌کرد.
ارتش میهنی در طی دوران فعالیت خود دست به تخریب مسیرهای ارتباطی، حمله به مواضع نیروها و ترور فرماندهان و مقامات آلمانی می‌زد و در چندین مورد طی سال‌های ۱۹۴۳ و ۱۹۴۴ تهاجم‌های همه‌جانبه‌ای را علیه ورماخت در خاک لهستان صورت داد که یکی از مهم‌ترین و معروفترین آن‌ها، قیام ورشو بود. برآورد می‌شود در سال ۱۹۴۴ این نیرو بین ۲۰۰۰۰۰ تا ۶۰۰۰۰۰ عضو داشت که آن را تبدیل به یکی از بزرگ‌ترین جنبش‌های مقاومت در خاک اروپا طی جنگ جهانی دوم می‌کرد. نهایتاً این نیرو در ۱۹ ژانویه سال ۱۹۴۵ پس از آنکه ارتش سرخ شوروی تمامی خاک لهستان را از اشغال آلمان آزاد کرد، اعلام انحلال کرد.
گزارش‌هایی از یهودی‌ستیزی ارتش میهنی لهستان و کشتار یهودیان توسط این نیرو نقل شده‌است. به هر صورت این مسئله محل بحث است.

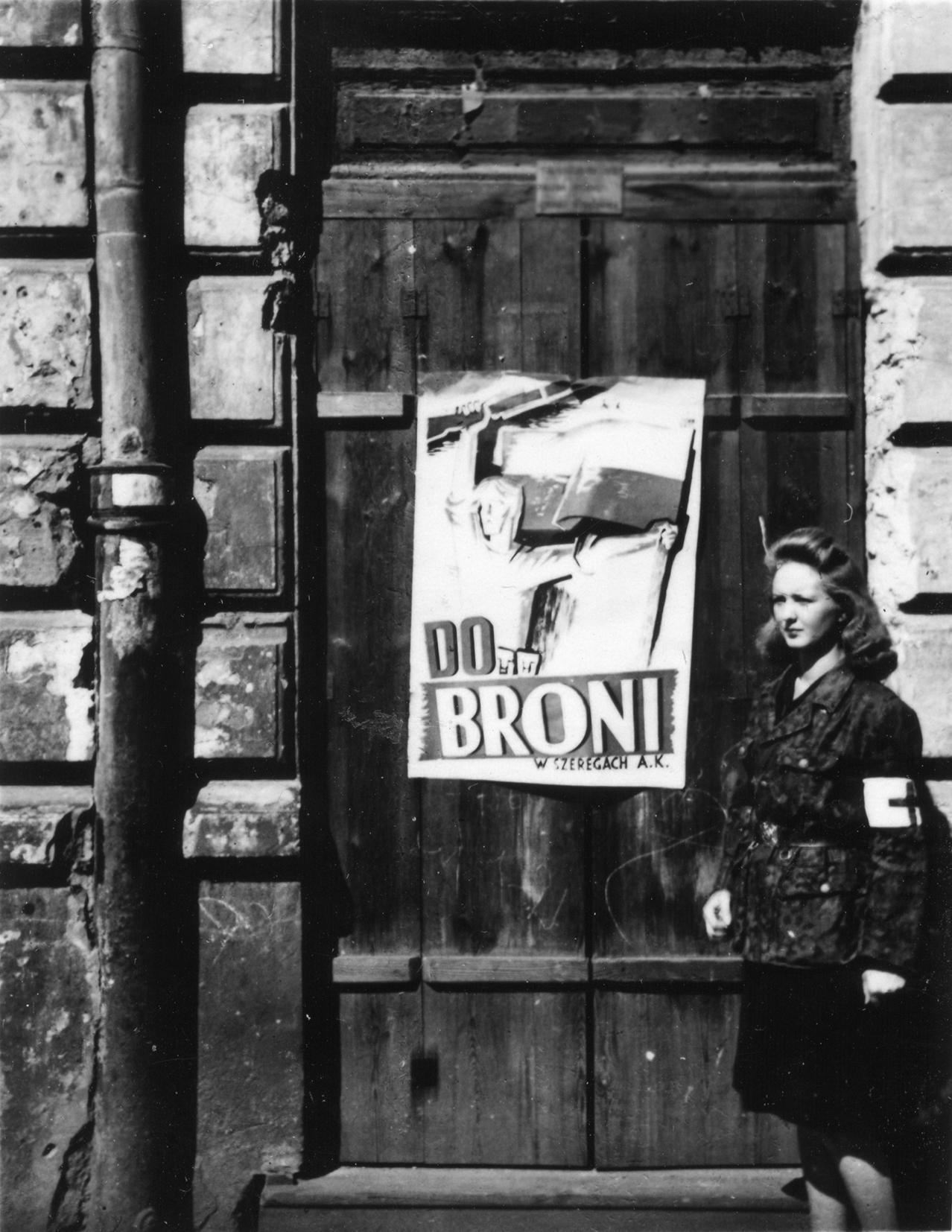
«مسلح شوید»، پوستر ارتش میهنی در قیام ورشو